# Mieczysław Majdzik
Mieczysław Wawrzyniec Majdzik (ur. 20 lutego 1929 w Skawinie, zm. 3 września 2002 tamże) – polski robotnik i działacz opozycji niepodległościowej oraz politycznej w PRL, więzień stalinowski.

## Życiorys

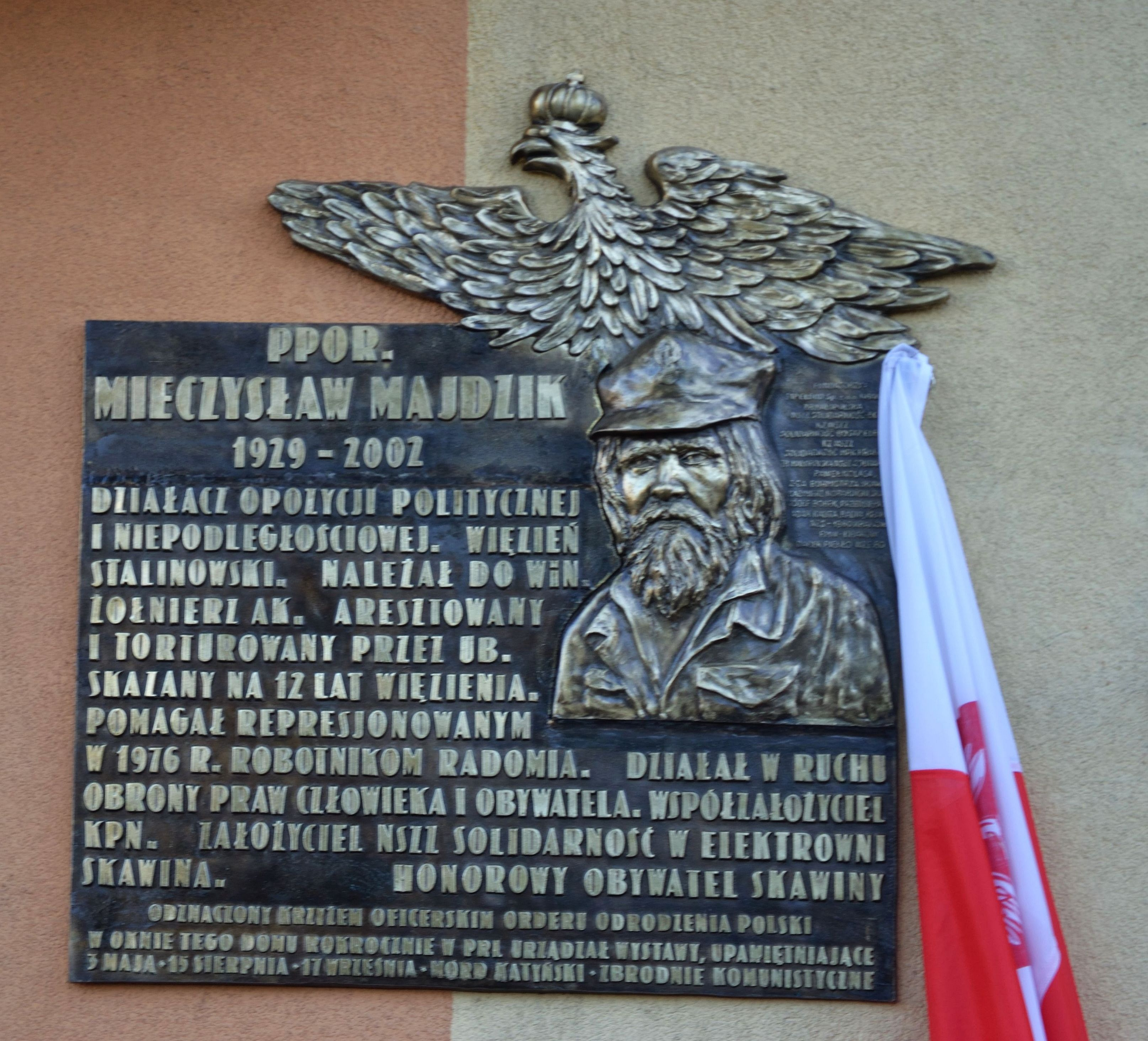
Tablica pamięci Mieczysława Majdzika, umieszczona na ścianie domu w Skawinie, w którym mieszkał

Syn Zygmunta Majdzika, funkcjonariusza Policji Państwowej, zamordowanego w Miednoje w 1940 przez NKWD. Jako nastolatek wstąpił do Zrzeszenia Wolność i Niezawisłość. Aresztowany i torturowany przez funkcjonariuszy UB, został skazany na 12 lat więzienia. Po wydarzeniach czerwca 1976 pomagał represjonowanym robotnikom Radomia. Później działał w Ruchu Obrony Praw Człowieka i Obywatela. Był członkiem założycielem Konfederacji Polski Niepodległej. Od 1978 był na rencie. Od 1981 uczestniczył w Marszach Szlakiem I Kompanii Kadrowej. W 1980 w elektrowni Skawina zakładał NSZZ „Solidarność”. W stanie wojennym był internowany od 13 grudnia 1981 do 23 lipca 1982. W 1994 przeszedł na emeryturę. Został pochowany na cmentarzu w Skawinie.
28 sierpnia 2006 prezydent Lech Kaczyński odznaczył go pośmiertnie Krzyżem Oficerskim Orderu Odrodzenia Polski. W 2022 otrzymał pośmiertnie Krzyż Wolności i Solidarności.

## Upamiętnienie
Na początku czerwca 2008 z inicjatywy krakowskiego stowarzyszenia Pro Patria Pro Memoria został powołany honorowy komitet budowy pomnika Mieczysława Majdzika, w którego skład weszli m.in.: ks. Tadeusz Isakowicz-Zaleski, prof. Janusz Cisek (dyrektor Muzeum Wojska Polskiego), posłowie PiS Ryszard Terlecki i Zbigniew Ziobro, europoseł PO Bogusław Sonik, Marek Lasota (dyrektor krakowskiego IPN-u) oraz Ryszard Majdzik, syn Mieczysława i przewodniczący małopolskiej Solidarności '80. Wstępnie planowane jest postawienie tego pomnika w miejscu dawnego pomnika sowieckiego marszałka Iwana Koniewa w Krakowie.
8 września 2013, na ścianie bloku przy ulicy Konstytucji 3 Maja 1 w Skawinie, w którym mieszkał, odsłonięto upamiętniającą go tablicę.